# Cereus repandus

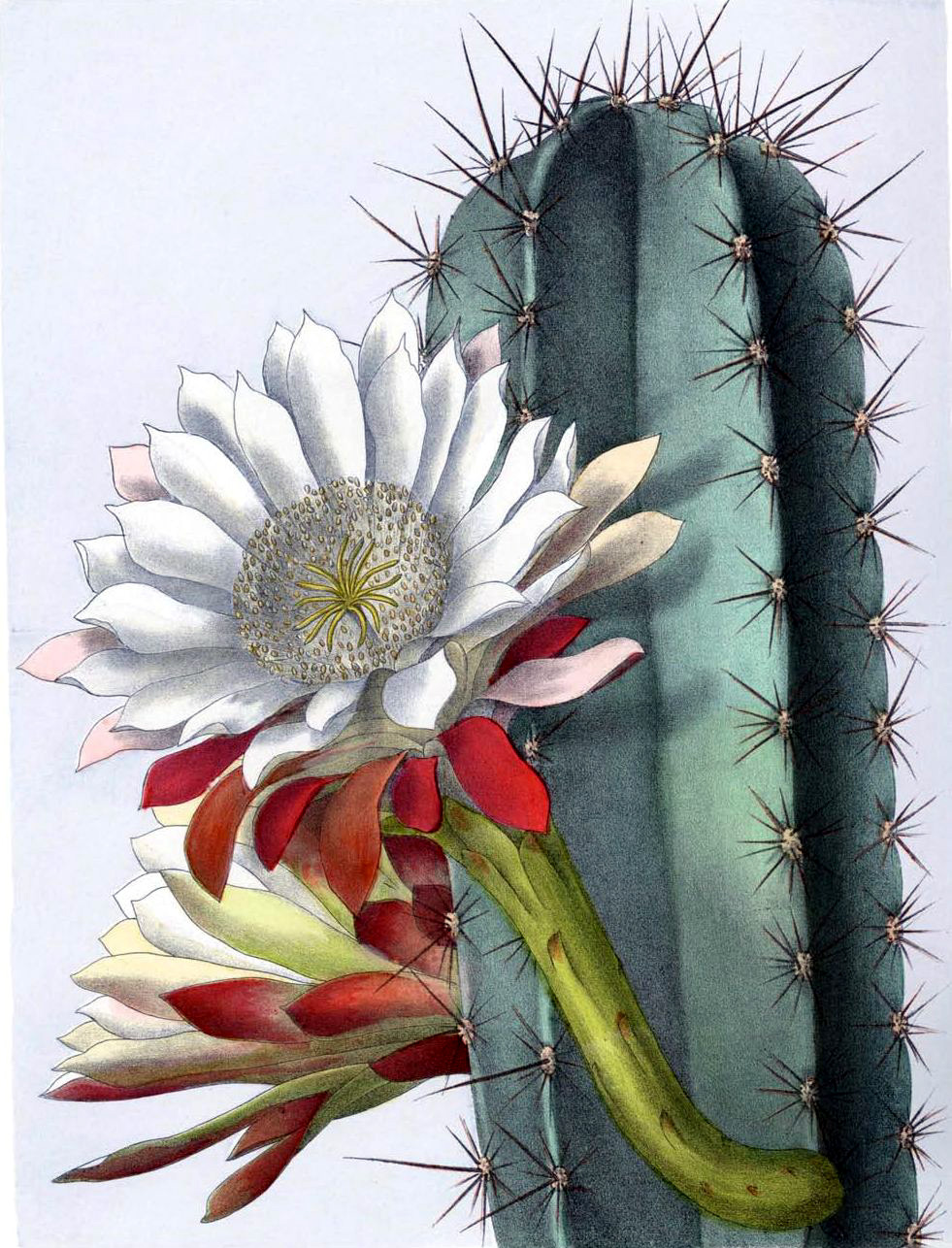
Cereus repandus
Tafel 131 von 1911 aus Blühende Kakteen

Cereus repandus ist eine Pflanzenart in der Gattung Cereus aus der Familie der Kakteengewächse (Cactaceae). Das Artepitheton repandus stammt aus dem Lateinischen, bedeutet ‚leicht gewellt‘ und verweist auf die Form der Rippen der Art. Spanische Trivialnamen sind „Cadushi“ und „Kadushi“.

## Beschreibung
Cereus repandus wächst baumförmig, ist meist reich verzweigt und erreicht Wuchshöhen von bis zu 10 Meter. Häufig wird ein deutlicher Stamm ausgebildet. Die zylindrischen, graugrünen, aufrechten oder leicht bogigen, segmentierten Triebe weisen Durchmesser von 10 bis 20 Zentimeter auf. Es sind neun bis zehn gerundete Rippen vorhanden, die bis zu 1 Zentimeter hoch sind. Die darauf befindlichen kleinen Areolen stehen weit voneinander entfernt. Die grauen, nadeligen Dornen sind sehr variabel. Häufig sind sie zahlreich, können aber auch gänzlich fehlen. Die längsten Dornen sind bis zu 5 Zentimeter lang.
Die weißen Blüten sind 12 bis 15 Zentimeter lang. Ihre Blütenhüllblätter haben rötliche Spitzen. Die kugelförmigen bis verlängerten roten Früchte weisen eine Länge von bis zu 4 Zentimeter auf. Sie enthalten ein weißes Fruchtfleisch.

## Nutzung
Die Früchte und die Triebe sind essbar. Aneinandergepflanzt wird die Art als „lebender Zaun“ genutzt. Aus dem Holz der Triebe wird Feuerholz hergestellt. Außerdem wird es zur Herstellung von Möbeln verwendet. Zerschnittene Triebe werden als Seifenersatz benutzt.

## Verbreitung, Systematik und Gefährdung
Cereus repandus ist in der westlichen Karibik sowie in Venezuela verbreitet.
Die Erstbeschreibung als Cactus repandus wurde 1753 von Carl von Linné in seinem Werk Species Plantarum veröffentlicht. Philip Miller stellte die Art 1768 in die Gattung Cereus. Weitere nomenklatorische Synonyme sind Cereus repandus (L.) Haw. (1812, nom. illeg.), Pilocereus repandus (L.) K.Schum. (1894) und Subpilocereus repandus (L.) Backeb. (1951).
In der Roten Liste gefährdeter Arten der IUCN wird die Art als „Least Concern (LC)“, d. h. als nicht gefährdet geführt.

## Nachweise